# Костенко Михайло Васильович
Михайло Васильович Костенко (8 листопада 1905, місто Київ — розстріляний 23 вересня 1938, Київ) — український радянський партійний діяч, в.о. 2-го секретаря Київського обкому КП(б)У.

## Біографія
Народився в родині робітника-слюсаря. У червні 1915 — травні 1919 р. — учень слюсаря в приватній механічній майстерні у місті Черкасах.
У червні — серпні 1919 р. — червоноармієць 2-ї Богунської бригади 44-ї дивізії 14-ї армії в місті Житомирі. У вересні — листопаді 1919 р. — хворів тифом, лікувався у 10-му військовому госпіталі 14-ї армії в місті Брянську. У грудні 1919 — травні 1920 р. — червоноармієць 139-ї окремої бригади 47-ї дивізії в місті Мозирі Мінської губернії. У червні 1920 — квітні 1921 р. — червоноармієць 57-ї стрілецької дивізії 14-ї армії, червоноармієць кавалерійського ескадрону 170-ї бригади РСЧА. У травні 1921 — травні 1922 р. — червоноармієць 3-го кавалерійського ескадрону 1-ї Української кавалерійської дивізії 3-ї бригади у місті Золотоноші Полтавської губернії. У червні 1922 — січні 1923 р. — червоноармієць 2-го ремонтного кавалерійського полку Київського військового округу у місті Березані Київської губернії. У 1923 році вступив до комсомолу.
У лютому 1923 — листопаді 1925 р. — слюсар педагогічних курсів у місті Черкасах.
Член ВКП(б) з грудня 1925 року.
У грудні 1925 — липні 1926 р. — пропагандист Мокро-Калигірського районного комітету КП(б)У Черкаського округу. У серпні 1926 — лютому 1927 р. — пропагандист Піщанського районного комітету КП(б)У Шевченківського округу. У березні — жовтні 1927 р. — агітатор-пропагандист Гельмязівського районного комітету КП(б)У Шевченківського округу. У листопаді 1927 — березні 1928 р. — агітатор-пропагандист Золотоніського районного комітету КП(б)У Шевченківського округу. У квітні 1928 — квітні 1929 р. — агітатор-пропагандист Чорнобаївського районного комітету КП(б)У Шевченківського округу. У травні — жовтні 1929 р. — інструктор Черкаського окружного комітету КП(б)У.
Закінчив річні курси підготовки до вступу у вищі навчальні заклади у місті Черкасах. У листопаді 1929 — березні 1930 р. — студент Київського хіміко-технологічного інституту. У квітні — жовтні 1930 р. — агітатор-пропагандист Гельмязівського районного комітету КП(б)У. У листопаді 1930 — квітні 1931 р. — студент Київського хіміко-технологічного інституту, закінчив лише перший курс.
У травні 1931 — серпні 1932 р. — директор лісового технікуму в місті Сталіно. У вересні 1932 — квітні 1933 р. — директор лісового технікуму в місті Черкасах.
У травні 1933 — лютому 1934 р. — завідувач агітаційно-масового відділу Черкаського районного комітету КП(б)У Київської області. У березні 1934 — лютому 1935 р. — заступник секретаря Чорнобаївського районного комітету КП(б)У Київської області. У березні — травні 1935 р. — заступник секретаря Словечанського районного комітету КП(б)У Київської області.
У червні — листопаді 1935 р. — слухач курсів районного партійного активу при ЦК КП(б)У в місті Києві.
У листопаді 1935 — квітні 1937 р. — 2-й секретар Кам'янського районного комітету КП(б)У Київської області. У квітні — липні 1937 р. — 1-й секретар Кам'янського районного комітету КП(б)У.
У липні — серпні 1937 року — заступник завідувача сільськогосподарського відділу Київського обласного комітету КП(б)У.
У серпні — грудні 1937 року — уповноважений Комітету заготівель РНК СРСР по Київській області.
27 грудня 1937 — 31 травня 1938 року — в.о. 2-го секретаря Київського обласного комітету КП(б)У.
Заарештований 5 червня 1938 року. Розстріляний 23 вересня 1938 року в Києві. 